# Жданов Микола Олександрович
Микола Олександрович Жданов (*21 грудня 1867, Заслав, Волинська губернія, Російська імперія — ?) — російський, український, а згодом і радянський військовик.
Військову освіту здобував в Орловському Бахтіна кадетському корпусі, 3-тьому Олександрівському військовому училищі (1889), академії Генштабу (1903). Служив офіцером 18 і 38-ї артилерійських бригад. Брав участь у російсько-японській війні (1904–1905). В подальшому обіймав посади старшого ад'ютанта штабу 1-го кінного корпусу, старшого офіцера з особливих доручень штабу 19-го армійського корпусу, старшого ад'ютанта штабів військ Забайкальської області, 2-го Сибірського армійського корпусу, начальника штабу 6-ї стрілецької Туркестанської бригади. Під час Першої світової війни — начальник штабу 65-ї піхотної дивізії, генерал-майор.
З 1917 року генерал-хорунжий армії УНР.
В армії Української Держави помічник начальника 13-ї пішої дивізії у Харкові (1918).
З 1919 року в Червоній Армії. Подальша доля невідома.